# Gorytvesica
Gorytvesica là một chi bướm đêm thuộc phân họ Tortricinae của họ Tortricidae.

## Các loài
- Gorytvesica cerussolinea (Razowski & Wojtusiak, 2006)
- Gorytvesica chara (Razowski & Wojtusiak, 2006)
- Gorytvesica cidnozodion Razowski & Wojtusiak, 2006
- Gorytvesica cosangana Razowski & Pelz, 2005
- Gorytvesica decumana Razowski, 1997
- Gorytvesica derelicta Razowski & Becker, 2002
- Gorytvesica ebenoptera Razowski & Pelz, 2005
- Gorytvesica fustigera Razowski & Pelz, 2005
- Gorytvesica gorytodes Razowski, 1997
- Gorytvesica homaema Razowski & Pelz, 2005
- Gorytvesica homora Razowski & Pelz, 2005
- Gorytvesica medeter Razowski & Pelz, 2005
- Gorytvesica paraleipa Razowski & Pelz, 2005
- Gorytvesica sachatamiae Razowski & Pelz, 2005
- Gorytvesica sychnopina Razowski & Pelz, 2005
- Gorytvesica tenera Razowski & Pelz, 2005